# Portland Company

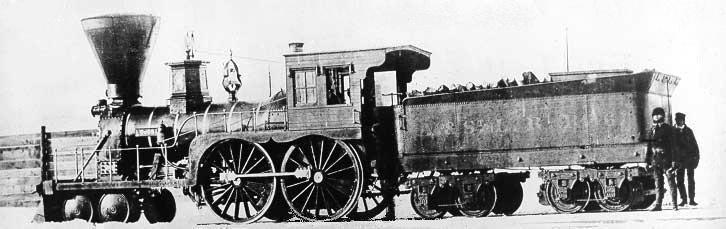
Locomotiva n. 6 "Coos" della A&StL, fabbricata dalla Portland Company

La società Portland Company venne fondata a Portland, l'8 agosto 1846, da John A. Poor e dall'ingegnere Septimus Norris della Norris Locomotive Works allo scopo di costruire una fonderia e uno stabilimento di produzione in grado di fornire il materiale ferroviario e le locomotive a vapore per l'esercizio della linea Portland-Montreal della Atlantic and St. Lawrence Railroad. Le officine aprirono nel mese di ottobre del 1847 e la prima locomotiva, che prese il nome di Augusta, venne consegnata alla Portland, Saco & Portsmouth (in seguito parte della Boston e Maine Railroad) nel luglio 1848. Nel corso dei decenni successivi la società produsse oltre 600 locomotive a vapore e 160 navi, tra mercantili e militari, nonché vagoni ferroviari, macchine movimento terra, automobili Knox e materiali vari. La Portland produsse anche i motori dei battelli a ruote armati di cannoni per la guerra civile, USS Agawam nel 1863 e USS Pontoosuc nel 1864. Data la varietà della produzione la società poteva vantarsi di essere una delle principali imprese manifatturiere metalmeccaniche della Nuova Inghilterra.

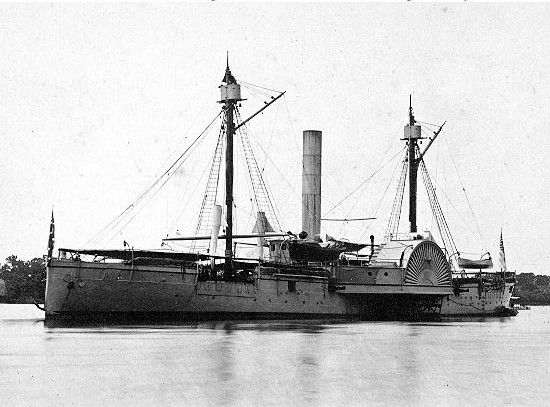
USS Agawam con propulsione a ruote motorizzata dalla Portland Company

Nel 1890, la Portland Company acquistò da Hinkley Locomotive Works i progetti per la costruzione di locomotive a scartamento ridotto da 2 piedi (610 mm). Portland apportò alcuni miglioramenti al modello ottenendo uno dei migliore tipi di macchina per le ferrovie a scartamento del Maine. La prima locomotiva consegnata fu la più pesante e più potente per linee a scartamento "2 piedi" e divenne uno standard per il servizio passeggeri. Molte locomotive Portland furono prodotte secondo lo schema di Forney utilizzate per le sue caratteristiche per servizi di cantiere e su linee con armamento leggero. Portland fu anche il principale produttore di carri merci per le ferrovie a scartamento ridotto, tipo Maine, tra il 1890 e il 1907.

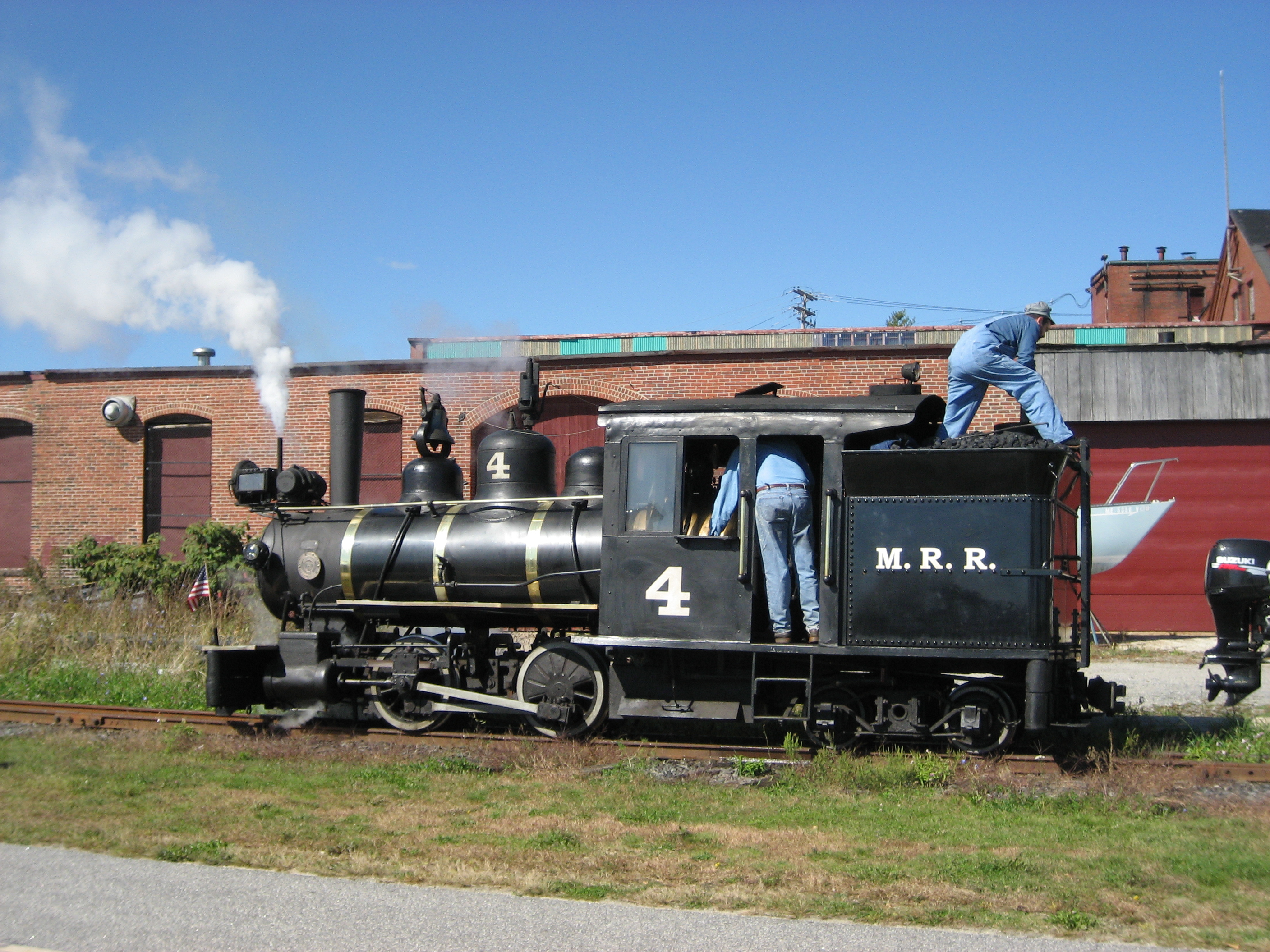
Locomotiva n. 4 costruita per la Monson Railroad nel 1918 su disegno Portland

L'ultima locomotiva a scartamento 610 mm costruita da Portland ottenne meno successo delle precedenti. Vulcan Iron Works costruì due versioni modernizzate del progetto base di Portland per la Monson Railroad nel 1913 e nel 1918; Portland cessò la produzione di locomotive non molto tempo dopo. Cessò ogni sua produzione nel 1978.

## Locomotive preservate
Le seguenti locomotive a scartamento ridotto 2 ft (610 mm) costruite da Portland sono state preservate ad uso museale e ferrovie storiche.
| Numero | Tipo e rodiggio          | Data costruzione | Ferrovia di provenienza e numero | Sede finale                                         |
| ------ | ------------------------ | ---------------- | --- | --------------------------------------------------- |
| ?      | 2-2-0                    | 1872             | Grand Trunk Railway n. 40 | Canada Science and Technology Museum                |
| 622    | Locomotiva Forney 0-2-2T | 2 maggio 1891    | Sandy River Railroad n. 5 Sandy River and Rangeley Lakes Railroad n. 6 Kennebec Central Railroad n. 4 Wiscasset, Waterville and Farmington Railway n. 9 | Wiscasset, Waterville and Farmington Railway Museum |